# Macrolinus sikkimensis
Macrolinus sikkimensis es una especie de coleóptero de la familia Passalidae.

## Distribución geográfica
Habita en  Sikkim (India).

## Subespecies
- Macrolinus sikkimensis sikkimensis
- Macrolinus sikkimensis tavoyanus